# Frederick Barton Maurice
Frederick Barton Maurice, född den 19 januari 1871 i Dublin, död den 19 maj 1951 i Cambridge, var en engelsk militär och författare. Han var sonson till Frederick Denison Maurice och son till John Frederick Maurice. 
Maurice blev officer vid infanteriet 1892, deltog i Tirahfälttåget 1897–1898 och i boerkriget 1899–1900. Han blev generalstabsofficer 1908, överste 1915 och generalmajor 1916. Under första världskriget tjänstgjorde han först som generalstabsofficer i en fördelningsstab, men blev i december 1915 chef för operationsavdelningen i stora högkvarteret. I maj 1918 väckte han stort uppseende genom att i ett öppet brev i "Times", i vetskap om, att han därmed avbröt sin militära bana, bestrida riktigheten av flera av Lloyd George i underhuset lämnade uppgifter om de brittiska truppernas numerär. Han erhöll omedelbart avsked ur aktiv tjänst, och hans påståenden framkallade synnerligen hetsiga underhusdebatter, varunder Lloyd George vidhöll sina uppgifter. Maurice blev nu militär medarbetare i "Daily News", senare i "Daily Telegraph". Han erhöll 1916 knightvärdighet. Bland Maurices skrifter märks Forty days in 1914 (1919), The last four months (samma år; om krigshändelserna 1918) och jämte sir George Arthur The life of lord Wolseley (1924).